# DuPont
DuPont az Amerikai Egyesült Államok északnyugati részén, Washington állam Pierce megyéjében elhelyezkedő város. A 2010. évi népszámlálási adatok alapján 8199 lakosa van.

## Történet
A térség első lakói a nisqually indiánok voltak. George Vancouver és csapata 1792-ben érkeztek a régióba. A Hudson’s Bay Company 1833-ban megnyitotta kereskedőhelyét, amelyet 1843-ban elköltöztettek, hogy könnyebben juthassanak friss vízhez.
A metodista iskola 1840 és 1842 között működött; egyik tanára Chloe Clark Wilson volt. Az első közoktatási intézmény 1852-ben nyílt meg. 1869-ben a Hudson’s Bay Company a területet hatvanezer dollárért eladta a szövetségi kormánynak. 1865-ben több mint száz illegális területhasználó tartózkodott a településen, akik veszélyt jelentettek a haszonállatokra. A gazdálkodók a kongresszustól az erőd és a Puget Sound Agricultural Company felszámolását kérték.
A terület a földművesek tulajdonába került. 1906-ban a DuPont Company 13 négyzetkilométernyi területet vásárolt, ahol 1909-ben robbanószergyár nyílt. Az üzem katonai és polgári célokat is szolgált. A gyárvárosban 1917-ben már száz lakóház állt. A település 1912. március 26-án felvette a DuPont nevet, városi rangot pedig 1951-ben kapott, amikor a vállalat a szolgálati lakásokat a dolgozóknak értékesítette. Az 1900-as években létesített településrész 1987-ben, a Sequalitchew-patak régészeti feltárásokban érintett körzete pedig 1975-ben került fel a történelmi helyek listájára.
Az 1975-ben bezárt robbanószergyárat a Weyerhauser vásárolta meg; a vállalat fafeldolgozót nyitott volna, azonban később gyalogos- és környezetbarát technológiák alkalmazása mellett döntöttek. A cég a várossal és a környezetvédelmi hatósággal közösen 1991-ben kezdte meg az egykori üzem fertőtlenítését, melynek helyén később golfklub nyílt.

## Éghajlat
A város éghajlata mediterrán (a Köppen-skála szerint Csb).
| Hónap                         | Jan.  | Feb.  | Már.  | Ápr. | Máj.  | Jún. | Júl. | Aug. | Szep. | Okt. | Nov.  | Dec.  | Év    |
| ----------------------------- | ----- | ----- | ----- | ---- | ----- | ---- | ---- | ---- | ----- | ---- | ----- | ----- | ----- |
| Rekord max. hőmérséklet (°C)  | 19,4  | 20,6  | 27,2  | 32,2 | 33,3  | 38,3 | 37,2 | 37,2 | 36,1  | 29,4 | 21,7  | 19,4  | 38,3  |
| Átlagos max. hőmérséklet (°C) | 8,3   | 10,6  | 12,8  | 16,1 | 19,4  | 22,2 | 25,6 | 25,6 | 22,8  | 16,7 | 11,1  | 7,8   | 16,6  |
| Átlagos min. hőmérséklet (°C) | 0,6   | 1,1   | 2,2   | 3,9  | 6,7   | 9,4  | 11,1 | 11,1 | 8,3   | 5,6  | 2,8   | 0,6   | 5,3   |
| Rekord min. hőmérséklet (°C)  | −19,4 | −17,2 | −17,2 | −6,1 | −10,0 | 0,6  | 2,8  | 0,6  | −2,2  | −6,7 | −18,0 | −18,0 | −19,4 |
| Átl. csapadékmennyiség (mm)   | 140   | 123   | 107   | 78   | 54    | 46   | 22   | 29   | 43    | 81   | 155   | 151   | 1029  |
| Forrás: The Weather Channel   |       |       |       |      |       |      |      |      |       |      |       |       |       |

## Népesség
A 2010-es népszámláláskor a városnak 8199 lakója, 3023 háztartása és 2185 családja volt. A népsűrűség 544,1 fő/km2. A lakóegységek száma 3241, sűrűségük 215,1 db/km2. A lakosok 68,7%-a fehér, 8,1%-a afroamerikai, 0,5%-a indián, 10,2%-a ázsiai, 1,1%-a a Csendes-óceáni szigetekről származik, 2,6%-a egyéb, 8,9%-a pedig kettő vagy több etnikumú. A spanyol vagy latino származásúak aránya 9,7% (   )
A háztartások 47,6%-ában élt 18 évnél fiatalabb. 58% házas, 11,6% egyedülálló nő, 2,7% egyedülálló férfi, 27,7% pedig nem család. 24% egyedül élt; 6,9%-uk 65 éves vagy idősebb. Egy háztartásban átlagosan 2,71 személy élt; a családok átlagmérete 3,27 fő.
A medián életkor 32 év volt. A város lakóinak 33,4%-a 18 évesnél fiatalabb, 5,2% 18 és 24 év közötti, 37,1%-uk 25 és 44 év közötti, 17,2%-uk 45 és 64 év közötti, 7,1%-uk pedig 65 éves vagy idősebb. A lakosok 47,2%-a férfi, 52,8%-a pedig nő.

## Testvérváros
- Csiunghaj, Kína[22]

## Fordítás
- Ez a szócikk részben vagy egészben  a   DuPont, Washington című angol Wikipédia-szócikk ezen változatának fordításán alapul.  Az eredeti cikk szerkesztőit annak laptörténete sorolja fel. Ez a jelzés csupán a megfogalmazás eredetét és a szerzői jogokat jelzi, nem szolgál a cikkben szereplő információk forrásmegjelöléseként.